# Give 'Em Enough Rope
Give 'Em Enough Rope — другий студійний альбом англійського панк-рок гурту The Clash, вийшов 10 листопада 1978 року на лейблі CBS Records. Це перший альбом колективу, що вийшов у Сполучених Штатах, передуючи американській версії дебютного альбому. Лонгплей добре сприйняли критики та фанати, він посів 2 місце в чарті альбомів Сполученого Королівства і 128 в Billboard 200.
Це також перший альбом за участі барабанщика Топпера Гідона, який приєднався до гурту незабаром після запису їхнього першого альбому. Більшість треків, як і на попередньому релізі, були написані гітаристами Джо Страммером і Міком Джонсом, за винятком «English Civil War» (перероблення традиційної американської пісні «When Johnny Comes Marching Home») і «Guns on the Roof», яка приписуєть усім учасникам гурті: Гідону, Страммеру, Джонсу і басисту Полу Саймонону.
У музичному плані мало чим відрізнявся від першого альбому групи, проте звучання стало чистішим і відшліфованішим, у чому заслуга продюсера Сенді Перлмана

## Треклист
Автор музики і слів Джо Страммер та Мік Джонс, якщо не вказано інше. Вокал в усіх піснях - Страммер, окрім «Stay Free» - Джонс. 
| Перша сторона | Перша сторона                                                                                              | Перша сторона                             | Перша сторона |
| #             | Назва | Автор                                     | Тривалість    |
| ------------- | --- | ----------------------------------------- | ------------- |
| 1.            | «Safe European Home»                                                                                       |                                           | 3:50          |
| 2.            | «English Civil War» (Традиційна; аранжування - Страммер, Джонс)                                            | Традиційна; аранжування - Страммер, Джонс | 2:35          |
| 3.            | «Tommy Gun»                                                                                                |                                           | 3:17          |
| 4.            | «Julie's Been Working for the Drug Squad» (відома як «Julie's in the Drug Squad» на американському релізі) |                                           | 3:03          |
| 5.            | «Last Gang in Town»                                                                                        |                                           | 5:14          |

| Друга сторона | Друга сторона | Друга сторона                               | Друга сторона |
| #             | Назва | Автор                                       | Тривалість    |
| ------------- | --- | ------------------------------------------- | ------------- |
| 1.            | «Guns on the Roof» (Топпер Гідон, Джонс, Пол Саймонон, Страммер)                                                         | Топпер Гідон, Джонс, Пол Саймонон, Страммер | 3:15          |
| 2.            | «Drug-Stabbing Time» |                                             | 3:43          |
| 3.            | «Stay Free» |                                             | 3:40          |
| 4.            | «Cheapskates» |                                             | 3:25          |
| 5.            | «All the Young Punks (New Boots and Contracts)» (відома як «That's No Way to Spend Your Youth» на американському релізі) |                                             | 4:55          |
| 36:57         | |                                             |               |

## Учасники запису
The Clash
- Джо Страммер — головний та бек-вокал, ритм-гітара
- Мік Джонс — соло-гітара, бек-вокал, головний вокал у «Stay Free»
- Пол Саймонон — бас-гітара, бек-вокал
- Топпер Гідон — ударні

разом з:
- Аллен Ланьє — фортепіано в «Julie's Been Working for the Drug Squad» (не вказаний у титрах)
- Стен Бронштейн (з гурту Elephant's Memory) — саксофон у «Drug Stabbing Time» (не вказаний у титрах)
- Боб Ендрюс — клавішні в «Stay Free» (не вказаний у титрах)

Інші
- Сенді Перлман — продюсер
- Коркі Стасяк — звукоінженер
- Пол Стабблбайн — інженер мастерингу
- Денніс Ферранте — звукоінженер
- Грегг Карузо — звукоінженер
- Кевін Даллімор — звукоінженер
- Кріс Мінго — звукоінженер
- Джин Грайф — дизайнер обкладинки
- Г'ю Браун — концепт-дизайнер, фото обкладинки

## Чарти
Швеція — 36 місце
 Велика Британія — 2 місце
 Австралія — 79 місце
 США — 128 місце

## Сертифікати
| Регіон                                             | Сертифікація | Продажі  |
| -------------------------------------------------- | ------------ | -------- |
| Велика Британія (BPI)                              | Золотий      | 100 000^ |
| ^відвантаження, що базуються лише на сертифікаціях |              |          |